# Uherské království (1301–1526)
Uherské království (maďarsky Magyar Királyság [Maďar Kirájšág], latinsky Regnum Hungariae) zkráceně Uhersko či Uhry, byl historický mnohonárodnostní státní útvar s maďarskou hegemonií. Hlavním městem byl od 14. století Budín, předtím Ostřihom a Stoličný Bělehrad (Székesfehérvár).

## Historie 1301–1526

Království rozdrobené v důsledku interregna, tmavě území ovládané Karlem I. Robertem

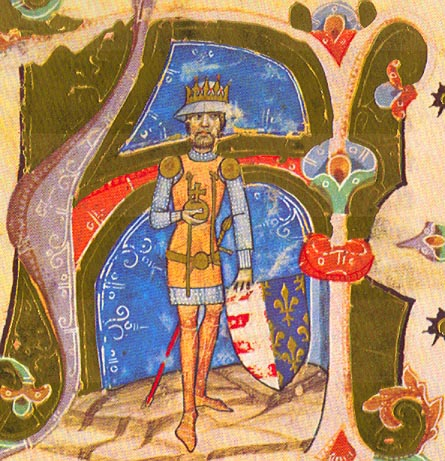
Karel I. Robert z Anjou

Se smrtí krále Arpádovce Ondřeje III. roku 1301 vymírají i samotní Arpádovci. Na uherský trůn se tak dostává snoubenec Ondřejovy dcery Alžběty Přemyslovec Václav III. (1301–1305), který v Uhrách vládne jako Ladislav V. Jeho vláda však není stabilní a vysokou politiku v Uhrách vzhledem ke složité politické situaci a nízkému věku nezvládá. Po otcově smrti se v říjnu 1305 vzdává uherské koruny ve prospěch bratrance Oty. Při tažení do Polska je pak r. 1306 Václav III. zavražděn v Olomouci a tím vymírají i Přemyslovci v Čechách.
Na uvolněný uherský trůn se po dalších politických bojích krátce dostává vévoda Ota III. Dolnobavorský (1306–1308) a po něm již zmiňovaný Karel Robert z Anjou (1308–1342). Ten se po delší době pevně chopil moci, omezil vliv magnátů, přinesl do země italsko-francouzské kulturní vlivy a uskutečnil řadu reforem. Mnohem slavnějším a významnějším se však stal jeho syn Ludvík I. Veliký z Anjou (1342–1382), důstojný protějšek Karla IV. Lucemburského. Tito dva panovníci také spolu uzavřeli spojenectví, řadu výhodných smluv a vzájemně se podporovali. Ludvík I. v Uhrách potvrdil a upevnil práva šlechty, podporoval vzdělanost, r. 1367 založil univerzitu v Pécsi (Pětikostelí) a podrobil si Dalmácii, Valašsko, Bosnu, Srbsko a Bulharsko. R. 1370 získal i polskou korunu. Uspořádal křížovou výpravu proti Litevcům a dobyl Červenou Rus, kterou navzdory nelibosti polské šlechty připojil k Uhrám. V r. 1374 zahájil tažení proti Turkům a porazil sultána Murada I. Uhersko za jeho vlády získalo status velmoci a prožívalo nebývalý rozkvět.

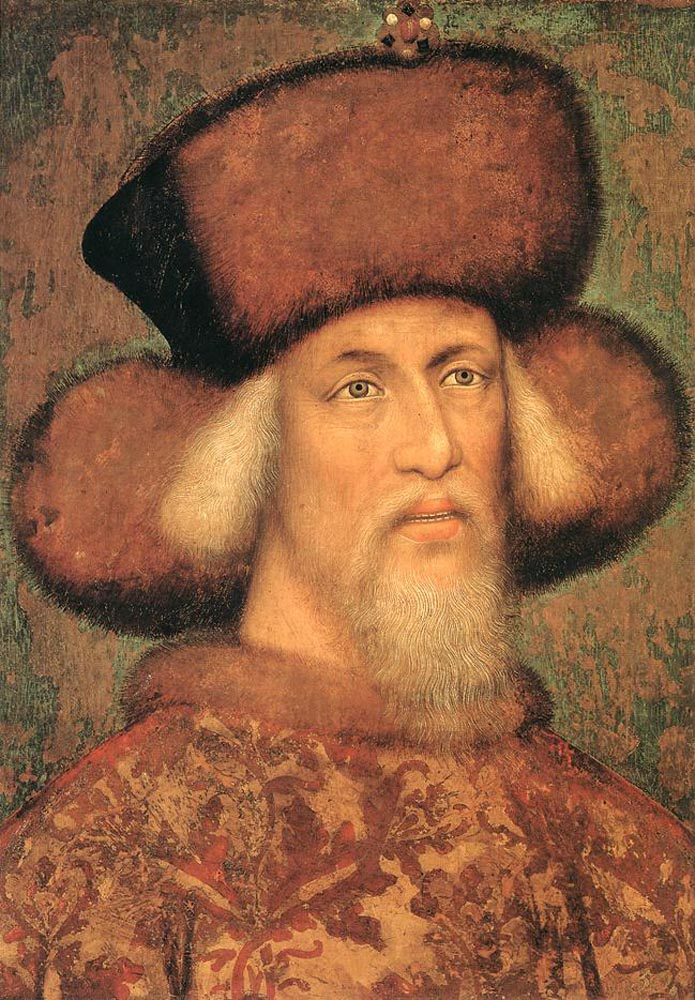
Zikmund Lucemburský

Po jeho smrti byla zvolena uherskou královnou jeho dcera Marie Uherská (1382–1387), pozdější manželka Zikmunda Lucemburského (1387–1437). Ten musel o uherskou korunu bojovat a čelil silné opozici, která ho dokonce v letech 1401–1403 opakovaně zajala. Jeho vláda v Uhrách se vyznačovala především bojem proti Turkům na jihu země a husitům v Čechách. Právě proto také založil prestižní rytířský řád Draka, jímž vyznamenával své přívržence a bojovníky proti „nevěřícím“. R. 1411 získal Zikmund římskou korunu a r. 1420 se nechal v Praze korunovat za asistence jemu věrných českým králem. R. 1433 získal císařský titul a r. 1436 po bitvě u Lipan i českou královskou korunu. Po krátké vládě Albrechta II. Habsburského (1437–1439) vládl zemi za nezletilého Ladislava Pohrobka (1439–1457) Vladislav III. Varnenčik (1440–1444), jenž ovšem nebyl uznán královnou Alžbětou a jejími přívrženci, kteří bránili nároky malého Ladislava Pohrobka. Vladislav III. padl v bitvě u Varny (1444) proti Turkům a uherští magnáti rozhodli, že vládu za nezletilého Ladislava bude vykonávat 7 hejtmanů a r. 1446 zvolili uherským správcem jednoho z nejmocnějších magnátů Jana Hunyadiho, proslaveného v boji proti Turkům.
Po smrti Jana Hunyadiho nechal Ladislav Pohrobek popravit jeho prvorozeného syna Ladislava a druhorozeného Matyáše Korvína vzal s sebou jako rukojmí do Prahy. Po Pohrobkově smrti se Matyáš Korvín (1458–1490) vrátil do Uher a hned r. 1458 byl zvolen uherským králem. Vypořádal se s opozicí v zemi, rozprášil bratříky v Horních Uhrách a pevně se chopil moci. Byl jedním z nejvýznamnějších uherských panovníků. Přivedl díky svému druhému sňatku s neapolskou princeznou Beatrix Aragonskou do země renesanční život a umění. Byl zastáncem vzdělání, kultury a provedl řadu reforem. Jeho vláda se vyznačovala snahou získat císařskou korunu. Vedl boje se střídavými úspěchy s českým králem Jiřím z Poděbrad a následně i s Vladislavem II. Jagelonským, římským císařem Fridrichem III. i Turky na jihu země. R. 1469 se nechal korunovat v Olomouci na českého krále. Připojil k Uhrám Moravu, Slezsko a Lužici. V roce 1485 porazil Matyáš i císaře Fridricha III., zmocnil se Dolních Rakous a svůj dvůr přesunul z Budína do Vídně. Na základě dřívějších dohod se po Korvínově smrti stal uherským králem Vladislav II. Jagellonský (1490–1516).
Stejně jako v Čechách i zde čelil rostoucímu vlivu šlechtické opozice. Vladislav II. přesídlil z Prahy do Budína a uherská a česká koruna pak zůstaly spojeny v rámci personální unie až do r. 1918. R. 1514 vypuklo v Uhrách tzv. Dóžovo povstání, které bylo tvrdě potlačeno sedmihradským vévodou Janem Zápolským a sněm pak přijal řadu zákonů proti poddaným. Nový panovník Ludvík Jagellonský (1516–1526) nebyl příliš schopným a silným a od počátku své vlády čelil turecké hrozbě i domácím magnátům. R. 1521 dobyl sultán Sulejman I. Bělehrad a další uherské državy na jihu země. Ludvík v reakci na postupující turecké nebezpečí svolal r. 1526 zemskou hotovost mezi Budín a Moháč (Mohács). Následná tragédie u Moháče měla pro Uhry a střední Evropu katastrofální následky. V bitvě u Moháče bylo uherské vojsko katastrofálně poraženo; část velmožů na čele s Ludvíkem utonula při útěku v močálech. Turecká vojska se pak nezadržitelně valila do Evropy a Uhry byly bezprostředně konfrontovány s muslimským světem.

### Rozpad Uherska
Po bitvě u Moháče (1526) vypukla občanská válka (1527–1538) mezi Habsburky (Ferdinandem I.) a sedmihradským vévodou Janem Zápolským. V roce 1538 Jiří Martinuzzi, Zápolského poradce, dohodl mezi rivaly dohodu známou jako Nagyváradská smlouva, která by po smrti tehdy bezdětného Zápolského učinila Ferdinanda jediným panovníkem.
V roce 1541 Uhersko ztratilo početná území: asi dvě třetiny dnešního Maďarska připadly Osmanské říši, dosud autonomní Sedmihradsko se osamostatnilo a stalo se vazalem Osmanské říše. Zbytek Uherska, tedy (Slovensko, Burgenland a západní Maďarsko, pod názvem Královské Uhry připadlo Habsburkům.
K opětovnému sjednocení Uherska (ale bez Sedmihradska) došlo v letech 1699 (Karlovickým mírem) a roku 1718 dobytím posledních území v jihovýchodním Maďarsku od Turků. Uherské království bylo spojeno personální unií s ostatními dědičnými habsburskými zeměmi.